# Juan III de Mecklemburgo
Juan III, señor de Mecklemburgo (después de 1266 - 27 de mayo de 1289 en Poel) fue cogobernante de Mecklemburgo desde 1287 hasta su muerte. Fue el hijo de Enrique I y su esposa Anastasia de Pomerania. Desde 1287 a 1289, gobernó Mecklemburgo junto con su hermano mayor Enrique II, bajo la regencia de su tío Nicolás III.
Juan III se ahogó frente a la isla de Poel el 27 de mayo de 1289 y fue enterrado en el monasterio franciscano en Wismar.

## Matrimonio y descendencia
El 3 de noviembre de 1288, se casó con Elena (m. 9 de agosto de 1315), la hija de Vizlao II de Rügen. Juan y Elena tuvo una hija:
- Lutgarda (h. 1289 - 1352), se casó en 1302 con el conde Gerardo II de Hoya